# Pirátská strana Švýcarska
Pirátská strana Švýcarsko (německy Piratenpartei Schweiz, francouzsky Parti Pirate Suisse, italsky Partito Pirata Svizzera, rétorománsky Partida da Pirats Svizra, zkratkou PPS) je politická strana ve Švýcarsku, založená podle vzoru švédské Pirátské strany. Strana byla založena 12. července 2009 v Curychu.

## Historie

### Založení a první úspěchy
Strana byla založena 12. července 2009 v Curyšské části Affoltern. Předsedou byl zvolen Denis Simonet a místopředsedou Pascal Gloor.
Od července 2009 byl švýcarský pirát Patrick Mächler jedním ze dvou spolupředsedů Pirátské internacionály, mezinárodní zastřešující organizace pirátských stran. Dne 1. března 2010 odstoupil Mächler z funkce spolupředsedy a na jeho místo nastoupil Jerry Weyer z Lucemburska.
V prosinci 2009 se v Bernu konalo první valné shromáždění strany. Denis Simonet byl potvrzen jako předseda 70 hlasy. Na začátku roku 2010 se PPS poprvé zúčastnila voleb a 7. března kandidovala se čtyřmi kandidáty ve volbách do Velké městské rady města Winterthur. PPS získala 16 754 hlasů (každý volič má v těchto volbách 60 hlasů) a podařilo se jí získat jedno z celkem 60 křesel ve Velké městské radě. Podobně se 28. března konaly volby do Velké rady v kantonu Bern, v nichž byla Pirátská strana zastoupena 11 kandidáty v celkem čtyřech z devíti volebních okrsků a dosáhla výsledku 0,7 %.

### 2011–2014
Piráti se poprvé zúčastnili švýcarských parlamentních voleb v říjnu 2011. Zde získali celostátní podíl 0,48 %, tj. 11 515 hlasů, což je dvanáctý největší podíl voličů. Piráti kandidovali pouze v následujících sedmi z 26 kantonů:
- Basilej-město (1,92 %)
- Vaud (0,99 %)
- Genf (0,90 %)
- Curych (0,86 %)
- Aargau (0,77 %)
- Bern (0,73 %)
- Fribourg (0,61 %)

V kantonu Fribourg získala Charly Pache ve volbách do Rady států 11. března 2012 výsledek 3,9 %. Jednalo se o první účast Piráta ve volbách do Rady států. V září 2012 byl člen PPS Alex Arnold poprvé zvolen obecním prezidentem v Eichbergu. V dubnu 2014 přestoupil do CVP.
V únoru 2013 převzal funkci předsedy Alexis Roussel. Dne 26. dubna 2013 vstoupil do Pirátské strany Švýcarska ženevský poslanec Didier Bonny, což znamenalo její první zastoupení v kantonálním parlamentu. Na podzim 2013 několik exponentů z různých důvodů ze strany vystoupilo. Spornými body byly politické postoje, řešení sporů, stranické struktury a mocenské uspořádání. V průběhu této vlny rezignací se kantonální sekce Basilej rozpustila a sekce kantonu Aargau se oddělila od mateřské strany. Od února 2015 sekce v Basileji opět existuje.
V únoru 2014 se Pirátské straně Winterthuru podařilo obhájit mandát v městském zastupitelstvu a více než zdvojnásobit podíl voličů na 2,4 %. Marc Wäckerlin získal jako kandidát do městské rady 3 830 hlasů. V březnu 2014 byli zvoleni čtyři noví místopředsedové: Jorgo Ananiadis, Guillaume Saouli, Marc Wäckerlin a Kilian Brogli.

### 2015–2019
V březnu 2015 nahradili Guillaume Saouli a Stefan Thöni odcházejícího Alexise Roussela ve funkci spolupředsedů. Pirátská strana nezískala v kantonálních volbách v Curychu žádný mandát. V září 2015 se Pirátské straně poprvé podařilo zaměstnat pracovníka (na částečný úvazek). Do švýcarských parlamentních voleb 2015 vstoupila Pirátská strana s celkem 54 kandidáty v kantonech Bern, Saint Gallen, Vaud, Valais, Zug, Curych a sesterská strana v kantonu Aargau. Za tímto účelem byl v květnu 2015 přijat volební program pod heslem „Humanističtí, liberální, progresivní“.
Pirátská strana se od října 2015 do ledna 2016 podílela na sběru podpisů pro referendum proti novému zákonu o zpravodajských službách, švýcarští voliči však 26. září 2016 zákon schválili s výsledkem 63,6 % pro zákon. PPS se od března do července 2016 účastnila referenda proti novému zákonu o dohledu BÜPF, které však ztroskotalo na příliš velkém počtu neplatných a neověřených podpisů.
Ve volbách do Velké rady kantonu Bern v roce 2018 dosáhla ve volebním obvodu Mittelland-Nord výsledku 0,84 % s 6 120 hlasy pro stranu.
Společně s Digitální společností a Aliancí za spravedlivé autorské právo uspořádala PPS v Curychu demonstraci s více než tisícovkou účastníků v rámci celoevropských demonstrací hnutí SaveTheInternet proti směrnici o autorském právu na jednotném digitálním trhu.
Dne 31. března 2019 byla na zasedání Pirátské strany Švýcarska v Curychu zvolena Sylvia Oldenburg-Marbacherová novou spolupředsedkyní a Fabian Rousseau novým spolupředsedou za odstupující spolupředsedy Guillauma Saouliho a Kiliana Brogliho. Daniel Peter byl nově zvolen místopředsedou a připojil se tak k dosavadním místopředsedům Jorgemu Ananiadisovi a Carlosi Polovi.